# 2e régiment d'infanterie provisoire
Pour les articles homonymes, voir 2e régiment.
Le 2e régiment d'infanterie provisoire est un régiment d'infanterie français créé en 1871 devenu en 1872 le 102e régiment d'infanterie de ligne.

## Création et différentes dénominations
- 27 mars 1871 : création du 2e régiment d'infanterie provisoire
- 10 avril 1872 : prend la dénomination de 102e régiment d'infanterie

## Colonel
- 1871 : Christophe Victor Vilmette

## Historique des garnisons, combats et batailles

### Création
L'armistice avec l'Allemagne, avait été signé le 28 janvier 1871. Au commencement d’avril, conformément à l'instruction ministérielle du 27 mars 1871, le général Clinchant, organise à Cambrai, 2 divisions, avec les prisonniers rentrant d'Allemagne.
Le colonel Vlimette, est chargé de constituer le 2e régiment d'infanterie provisoire, à 3 bataillons de 6 compagnies. Les éléments, lui en sont principalement fournis par les anciens corps numérotés de 51 à 75, auxquels il fait adjoindre un certain nombre d'officiers, sous-officiers et soldats de son ancien régiment, le 90e.

### Opérations autour de Paris
Le 18 avril, prêt à faire campagne, le 2e régiment d'infanterie provisoire quitte Cambrai, en deux détachements, qui sont transportés par voie ferrée à Poissy, d'où ils se dirigent à pied, sur le camp de Satory.

Le 19 avril, installé sous la tente, dans ce camp, le 2e provisoire, est affecté à la affecté au 5e corps, général Clinchant, 1re division sous les ordres du général Duplessis, 1re brigade sous les ordres du général de Courcy rassemblée pour rétablir l'ordre dans Paris et réprimer l'insurrection de la Commune.
Le 2 mai, à 8 heures du matin, le 2e provisoire, marche sur le plateau de Bel-Air, où il campe le soir, fournissant 200 travailleurs, qui, d'abord envoyés au Val, rentrent dans le courant de la nuit, sans avoir été employés.
Le 3 mai, un détachement de même force, est envoyé au Val, le soir. Pendant la nuit, il y creuse une tranchée aboutissant au château d'Issy.
Le 5 mai, tout le régiment prend la garde de tranchée, la droite à Châtillon, la gauche au Moulin de Pierre, en passant par les plâtrières, Clamart et les Vans.

Vers 22h30, une vive fusillade éclate, partant des maisons avancées de Clamart, du côté de Yans, et d'un redan, élevé entre Vanves et Issy.

Débouchant de leurs positions, les insurgés attaquent vigoureusement les travailleurs des 13e et 14e provisoires, qui se replient en désordre.

Le colonel Vlimette, lance aussitôt contre le redan, une colonne, et, suivant l'avenue de Paris, se jette lui-même à la tête de la 4e compagnie du 1er bataillon, sur les maisons de l'avant ligne, les tourne et les enlève à la baïonnette. Une quinzaine de Fédérés sont tués; cinq, dont un capitaine, faits prisonniers. Le reste, s'enfuit précipitamment.

Pendant ce temps, la 3e compagnie du 2e bataillon, avait pénétré au pas de charge dans le redan, sous une grêle de balles, et s'en était rendu maître. Les défenseurs perdent 20 hommes tués, 8 prisonniers dont 1 officier,
et abandonnent le fanion du 199e bataillon fédéré. Poursuivis jusqu'aux glacis du fort de Vanves, ils laissent encore derrière eux, plusieurs des leurs.

Le colonel Vlimette, fait immédiatement commencer les travaux, nécessaires pour fermer la gorge de l'ouvrage et en tourner le front défensif vers Paris, après avoir établi une communication avec la tranchée précédemment creusée.
Quantité d'armes, de munitions, d'effets et d'objets de literie, ainsi qu'une énorme provision d'eau-de-vie, étaient accumulés dans les magasins du fortin. Pendant toute la nuit du 6 au 7 mai, on travaille activement à l'édification de retranchements rapides, destinés à abriter du feu des forts voisin, les deux compagnies, qui sont désignées, pour occuper l'ouvrage.
Le lendemain, 6 mai, le régiment, relevé de la garde de ce secteur, part pour le camp de Bel-Air, laissant derrière lui 23 blessés.
Le 11 mai, le 2e provisoire vient camper au bois de Boulogne, la gauche à hauteur de la cascade.

Une section par bataillon, est chargée du service de sûreté. Des petits postes sont établis dans les maisons de gardes, en arrière des lacs. La nuit, le système se rapproche du gros et se relie par des sentinelles, aux troupes établies dans une tranchée, couvrant le front.
Le 12 mai, à onze heures du soir, le régiment prend les armes, laissant ses tentes dressées et tous les impedimenta, au camp. Des vivres, des cartouches, les ustensiles de cuisine strictement indispensables, sont seuls emportés et arrimés, de façon à ne pas faire de bruit, en s'entrechoquant. Dans le plus grand silence, on marche vers la place, le 1er régiment d'infanterie provisoire tenant la tête de la colonne, qui pousse presque jusqu'aux remparts, se couche dans le bois et demeure ainsi deux heures, attendant l'ordre de se porter à l'assaut. Des échelles avaient été préparées, pour descendre dans le fossé et gravir l'escarpe ; on se fût emparé immédiatement d'une porte, par laquelle l'artillerie eût pu rejoindre et appuyer l'infanterie.

Le moment ne parut pas opportun à l'État-major et à 3 heures du matin, la brigade reprenait ses positions.
Dans la nuit du 13 mai, les insurgés ouvrent un feu violent et de nombreux obus viennent éclater dans le camp.
Le 14 mai, au soir, le régiment prend la garde de tranchée. Le feu de l'ennemi, redoublant d'intensité, il faut abriter toutes les troupes.
Le 16 mai, relevé par le 13e régiment d'infanterie provisoire, le 2e provisoire quitte le bois de Boulogne et vient s'établir au-dessus de Suresnes, sur la nouvelle route de Rueil.
Les 17, 18, 19 mai, 500 travailleurs sont employés aux ouvrages en terre, et au transport des gabions et fascines. Plusieurs sont blessés, au cours de ces différents travaux.
Le 20 mai, le régiment fournit un détachement de 20 hommes, destinés à servir l'artillerie auxiliaire, dans les batteries du 5e corps.
Ce même jour, les 2e et 3e bataillons partent de Suresnes, pour revenir bivouaquer au bois de Boulogne, où ils relèvent les bataillons correspondants de la 2e division.
Le 21 mai, le 1er bataillon exécute le même mouvement.
C'est sous une grêle d'obus et de boites à balles que les 2e et 3e bataillons, conduits par le général de Courcy et le colonel Vlimette, prennent à 3 heures du matin la garde de tranchée, du rond-point Mortemart, à Bagatelle. Pendant toute la journée
du 21 et la nuit suivante, un feu extraordinaire, de mousqueterie et d'artillerie, est entretenu par les insurgés.

### Semaine sanglante

#### 22 mai
Le 22 mai, ayant appris que la partie ouest de l'enceinte était abandonnée, on marche de nouveau sur Paris. 
Le régiment y pénètre, par la porte de Passy, suit le boulevard Lannes, l'avenue de l'Impératrice et parvient à l'Arc de Triomphe, où toute la division se masse.

Le régiment, après avoir fait la grand-halte sur la place de l'Étoile, se dirige vers le parc Monceau, par l'avenue de la Reine-Hortense.

Le 1er bataillon, déployé en tirailleurs, borde bientôt la grille du parc, jusqu'au boulevard de Courcelles, chassant devant lui, quelques bandes d'insurgés, puis par l'avenue de Messine, il est lancé sur la caserne de la Pépinière, fortement occupée et qu'on supposait devoir opposer une vigoureuse résistance. Ce 1er bataillon enlève deux barricades, défendant les abords de la place Saint-Augustin, l'église Sain-Augustin mise aussi en état de défense et enfin la caserne même.
Le colonel, après avoir laissé quelques troupes, pour garder la caserne de la Pépinière, se porte avec une colonne, renforcée du 2e bataillon, à l'attaque du collège Chaptal, énorme masse de bâtiments en construction, sur le boulevard des Batignolles.

Occupé par des forces considérables et appuyé sur de nombreuses barricades, il constituait une véritable forteresse.

Un furieux combat s'engage, pendant lequel, de maison à maison, on se fusille avec acharnement.

La 5e compagnie du 2e bataillon, ayant réussi a enfoncer une porte, donnant sur la rue Andrieux, pénètre dans la place, que les défenseurs, abandonnent en toute hâte.

Le régiment s'y établit fortement, le 3e bataillon ayant rejoint les deux autres. Deux compagnies, entretiennent le feu avec les insurgés, établis dans les rues de Lévis, Lebouteux et Legendre, les chassent de plusieurs maisons et déblaient les alentours du collège.
Pendant la nuit, une compagnie est établie en grand-garde, dans la rue de Lévis, surveillant les barricades, élevées aux débouchés des rues voisines.

De plusieurs maisons du boulevard des Batignolles, un feu très incommode avait été dirigé sur les nôtres, pendant toute l'action. Malheureusement, il était difficile d'attaquer ces maisons, à cause de la barricade de la place de Clichy, une des plus redoutables de toute la défense, qui balayait le boulevard, et depuis l'enlèvement du collège, s'efforçait même d'y envoyer des obus.

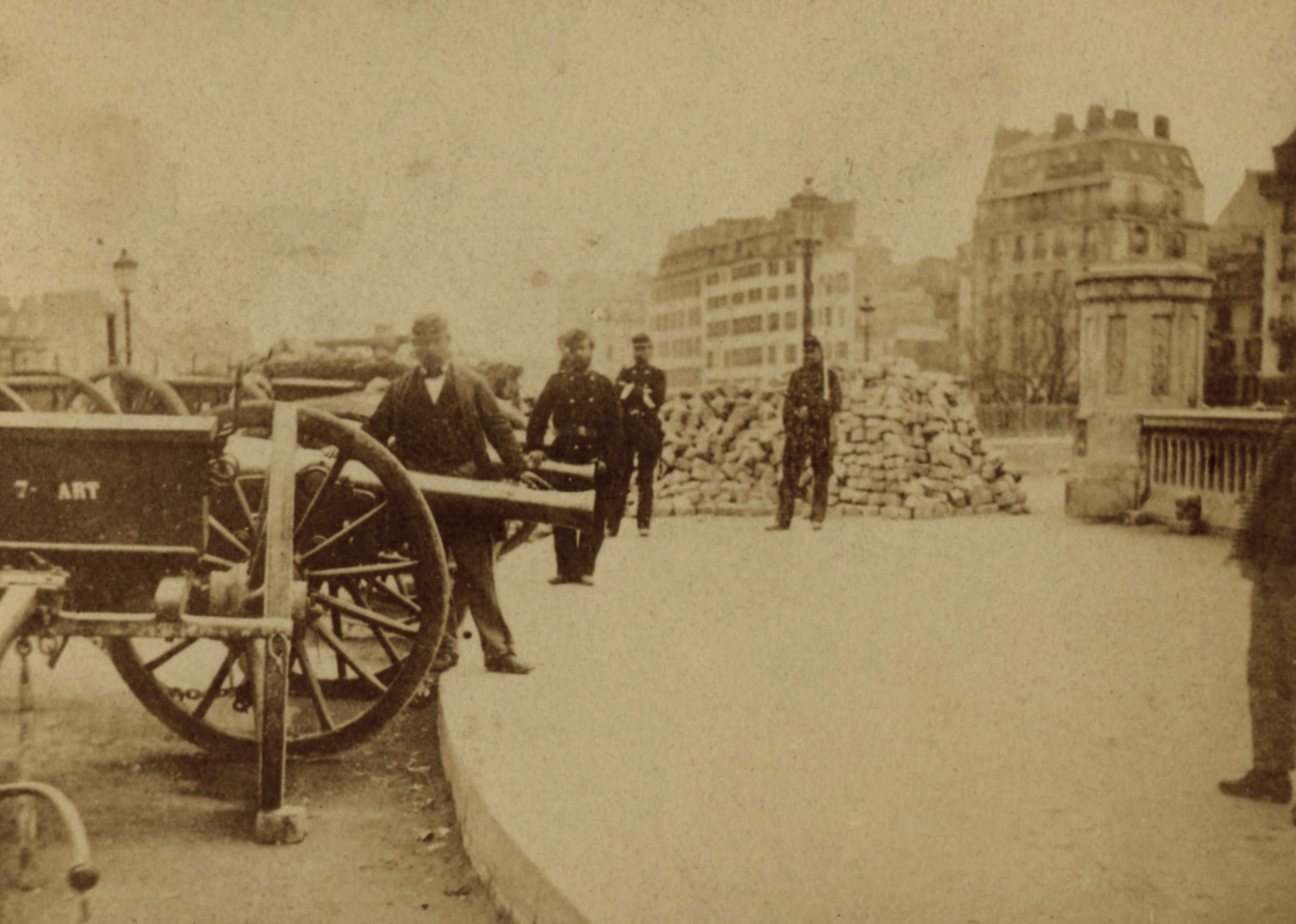
Barricade du boulevard de Clichy

#### 23 mai
Au point du jour, le colonel fait établir, au moyen de sacs de son, trouvés dans les caves, une barricade, destinée à permettre la traversée du boulevard des Batignolles. Grâce à l’abri, ainsi improvisé, une colonne peut franchir le boulevard, s'emparer des maisons situées en face du collège, et par la rue des Dames, parvenir à la mairie du 17e arrondissement, qui est enlevée après un combat assez vif.
Pendant ce temps, une autre colonne cheminait à travers les constructions, dans la direction de la place de Clichy.

A un signal donné, les deux colonnes s'élancent sur les barricades qui la défendent. Une lutte furieuse, s’engage. De toutes les fenêtres, sans se soucier d'atteindre en même temps les leurs, les Fédérés font pleuvoir sur nos troupes, une grêle de balles. Rien n'arrête le 2e bataillon, qui demeure enfin, maître de la position.

Dans le même temps, un détachement s'empare du dépôt des Omnibus, gagne le lavoir Saint-Pierre et, à travers les maisons, atteint le cimetière de Montmartre.
Une énorme barricade, hérissée de canons et de mitrailleuses, se dressait sur la place Blanche.

Le 2e bataillon, victorieux, se jette sur elle et l'escalade, malgré un feu terrible. Les défenseurs, s'enfuient dans toutes les directions, mais un certain nombre d'entre eux, embusqués dans les maisons voisines, et tirant, presque à coup sûr, à cette faible distance, obligent les nôtres à repasser la barricade, pour s'abriter derrière.

Une vive fusillade s'engage alors, qui se termine, assez rapidement, par la retraite des insurgés.

Des monceaux d'armes, plusieurs tonneaux de cartouches, des canons, des mitrailleuses, tombent entre nos mains.
La nuit du 23 au 24, se passe sur les positions conquises : rue et place Blanche et place de Clichy.

#### 24 mai
Le 24 mai, à 2 heures de l'après-midi, le régiment reprend son mouvement en avant. 
Il suit la rue Saint-Lazare, passe derrière Notre-Dame de Lorette et, par la rue Lamartine, arrive au square Montholon, poussant devant lui les Fédérés, auxquels, il ne donne pas le temps de s'arrêter pour faire face.

Au-dessus du square, barrant la rue Lafayette, une formidable barricade avait été élevée. Percée de meurtrières et d’embrasures nombreuses, derrière chacune desquelles, apparaissait la bouche d'un fusil, ou d'un canon, elle présentait un obstacle, à peu près infranchissable de front. Un second retranchement, établi à l’intersection du boulevard Magenta et de la rue Lafayette, accroissait encore sa valeur défensive.
Un détachement est chargé de cheminer, par les rues Baudin et Bellefond, pour tourner par la gauche, l'ensemble de ces ouvrages, pendant qu'une colonne du 1er de ligne, s'avancera par les rues Bleue et Lafayette.

Ces deux attaques combinées, convergent avec tant de bonheur et d'énergie, que malgré une défense désespérée, les insurgés sont bousculés et contraints de fuir en toute hâte.

Le soir, à 8 heures, le régiment occupe la rue du Faubourg-Poissonnière. Il y passe la nuit, la gauche à la rue de Paradis, poussant des postes dans les rues d'Enghien et des Petites-Écuries.

#### 25 mai

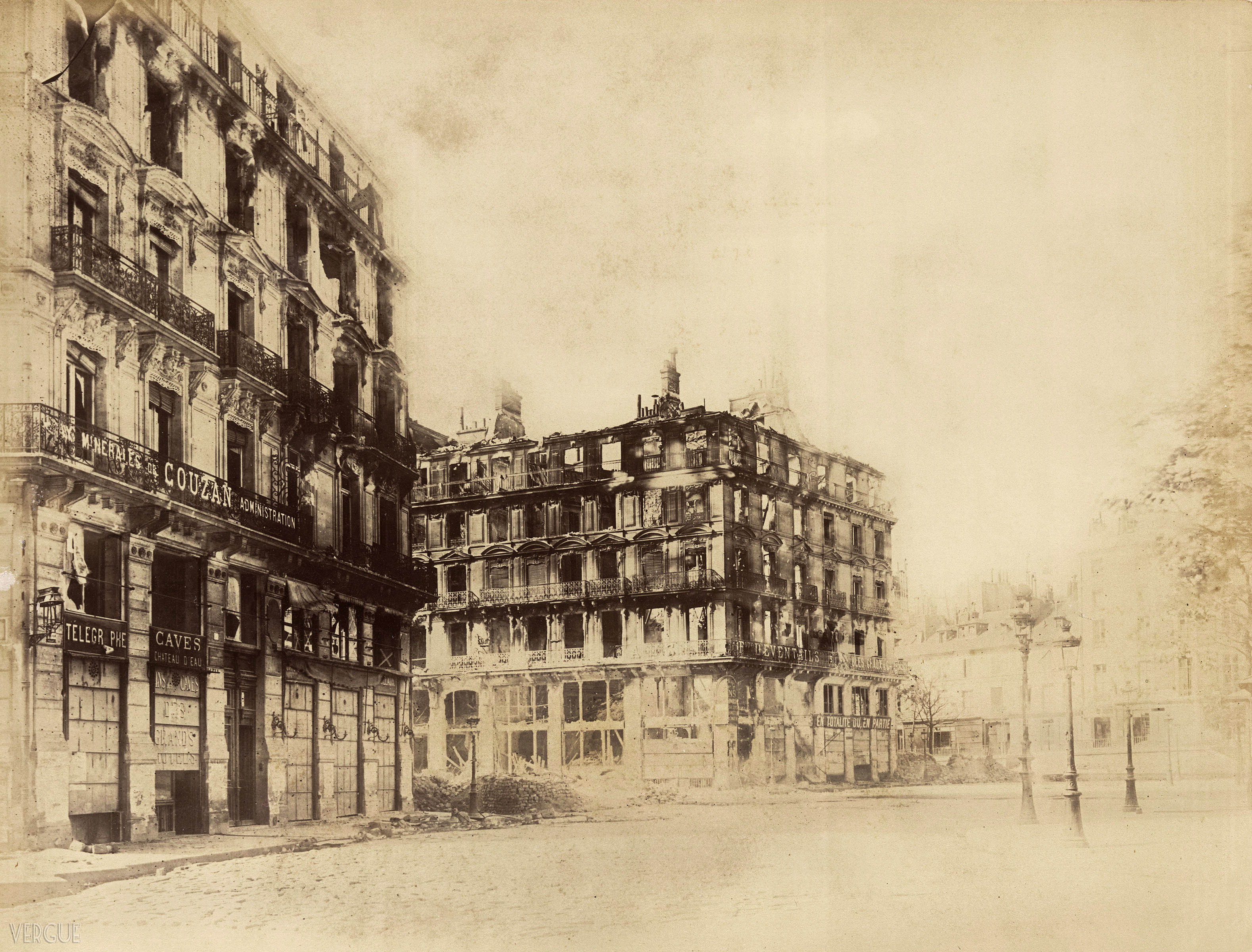
Restes de la barricade du boulevard Voltaire/Place du Château-d'Eau

Le 25 mai, dès le matin, le 2e bataillon se remet en marche, traverse le faubourg Saint-Denis, sous une pluie de balles et pénètre dans le passage Brady, qui aboutit au boulevard de Strasbourg. Une ligne de tirailleurs, cheminant à travers les maisons, vient occuper les fenêtres donnant sur le boulevard. Un bataillon, protégé par leur feu, traverse au pas de course cette large artère, faisant ainsi tomber la barricade, établie à l'angle du boulevard et de la rue du Château-d'Eau. Le Colonel, prend le commandement de cette colonne et avançant toujours de la même façon, on débouche dans la rue du Faubourg-Saint-Martin, en face la mairie du 10e arrondissement, signalée comme position très forte.

Surpris par la rapidité de nos mouvements, les Fédérés n'ont pas le temps de se mettre en défense et, après une courte lutte, s'enfuient vers la place du Château-d'Eau, abandonnant quantité d'armes et plusieurs canons.
Le 2e bataillon, traverse ensuite le marché Saint-Martin, et débouche dans la rue de Bondy, dont une partie est en flammes, comme le théâtre de la Porte-Saint-Martin.
De maison en maison, le bataillon avance toujours. La rue de Lancry est franchie, on passe derrière le théâtre des Folies-Dramatiques, à travers le Grand Café Parisien, pour tomber sur la barricade construite à l'angle de la rue du Château-d'Eau et du boulevard de Magenta qui est conquise après une terrible lutte corps à corps.
Pendant ce temps, un autre bataillon, avait suivi la rue de Bondy, enlevé le théâtre de l'Ambigu et était venu donner l'assaut à la grande barricade établie sur la place, au débouché du boulevard Saint-Martin, met les Fédérés en complète déroute. Des tirailleurs, placés aussitôt aux fenêtres, ouvrent le feu, sur les défenseurs des barricades, tournées vers le Faubourg du Temple et le boulevard du Prince-Eugène.
Ainsi, les deux colonnes, avaient atteint la place du Château-d'Eau, enlevé plusieurs de ses défenses et commencé à contre-battre les autres, dont elles prenaient à revers une bonne partie.
Pour que ce boulevard de l'insurrection, tombât entièrement entre nos mains, il fallait, avant tout, s'emparer de la caserne du Prince-Eugène. Aussi bien, savait-on, qu'elle contenait une énorme quantité de poudre, à laquelle on craignait de voir les Fédérés, mettre le feu, dans leur rage de destruction, ce qui eût fait sauter tout le quartier.
En hâte, les troupes du colonel, partant de la barricade du boulevard de Magenta, traversent cette voie, la rue Magnan, et poussent leurs tirailleurs, dans la rue de la Douane, en face la caserne, sur laquelle un feu violent est ouvert. Sous la protection de ses tirailleurs, le colonel Vlimette s'élance avec quelques hommes, fait enfoncer une porte et pénètre dans les bâtiments, suivi bientôt, de tout le bataillon.
C’est, dans la cour, dans les couloirs, dans les chambres, une lutte sauvage. Tout ce qui n'a pu fuir, est massacré. Le colonel Vlimette, est légèrement blessé à cette affaire. A peine maître de la position, on se hâte d'arracher les mèches placées aux tonneaux de poudre, d'abriter ceux-ci au plus profond des caves, ainsi que les obus et une masse de gargousses et de matières explosives de toutes sortes. L'opération était à peine terminée, que les batteries des Buttes-Chaumont, du Père-Lachaise et du boulevard du Prince-Eugène, ouvraient un feu terrible, sur la caserne dont elles venaient d'apprendre la chute. Plusieurs fois, il fallut éteindre des commencements d'incendie, allumés par des obus pleuvant de toutes parts. On avait d’ailleurs, pris soin, de remplir d’eau, tous les ustensiles pouvant en contenir et de les disposer sur les points particulièrement menacés.
La 2e colonne, qui avait été laissée à la barricade du boulevard Saint-Martin, avait rejoint la 1re colonne, peu après son entrée dans la caserne, où tout le régiment se trouve ainsi.
Pendant le reste du jour et toute la nuit du 25 au 26, le feu continue, entre nos tirailleurs, placés aux fenêtres de la caserne et les insurgés, occupant les Magasins-Réunis et les barricades, qui tiennent encore.
Le colonel Vlimette, voulant se rendre maître de la première de ces positions, fait élever dans la rue du Temple, un rempart de matelas, à l'abri desquels, une colonne d'assaut s'avance, sans perdre un homme et débusque les Fédérés. Le même procédé, est employé, avec autant de succès, contre l'entrepôt de la Douane.

#### 26 mai
Le 26 mai, au point du jour, les autres barricades défendant la place, sont à leur tour enlevées. 
Le reste de la journée, est employé à fortifier les positions conquises, à cheminer vers le canal Saint-Martin et à fouiller les maisons, dans lesquelles on découvre quantité d'armes et de munitions.

#### 27 mai
Les 27, les perquisitions continuent. Aucun retour offensif, n'est tenté. 
La Commune était définitivement vaincue.

#### 28 mai
Le 28 mai, à sept heures du soir, le régiment est relevé. 
Il passe la nuit sur le boulevard de Magenta, la droite à l'église Saint-Laurent, la gauche à hauteur de la rue d'Albouy.

#### 29 mai
Le 29 mai, le 2e régiment d'infanterie provisoire part le matin pour le camp de Satory, où il s'établit de nouveau.

#### Après la prise de Paris
Le 2e régiment d'infanterie provisoire, en cette courte campagne, avait perdu 195 hommes et 12 officiers, tués ou blessés.
Le 16 juillet, le régiment, venant de Satory, arrive à la caserne de la Pépinière, qu’il avait conquise, deux mois plus tôt et s'y installe. Il occupe aussi les bastions 39, 40, 43 et 46, puis la caserne de Penthièvre.
Le 28 mars 1872, il est envoyé à la caserne Charras à Courbevoie.
Un décret du président de la République en date du 10 avril 1872 ayant prescrit que les régiments provisoires devenaient définitifs et prendraient la dénomination de régiment de ligne avec un numéro de série, le « 2e régiment d'infanterie provisoire » prend la dénomination de 102e régiment d'infanterie de ligne.